# Беглербег
Беглербег (тур. beylerbeyi — „бег бегова“) је титула у Османском царству коју је носио намесник ејалета, пашалука, односно беглербеглука, што означава покрајину. Почетком владавине Мурата I (1362—1389), када се држава Османлија проширила на Балканско полуострво, створена је прва већа војноуправна заједница — беглербеглук или ејалет Румелија. За време Бајазита I (1389—1402), у азијском делу царства је основан беглербеглук Анадолија. Даљим ширењем државе образован је низ беглербеглука. Око 1600. године било их је 22, а крајем 17. века 32 у Азији, Европи и Африци.
На челу беглербеглука био је беглербег или намесник у рангу паше са два или три коњска репа, па одатле потиче назив паша за њега, а за беглербеглук — пашалук. Беглербега је постављала и смењивала централна власт. Беглербег је командовао војском, пре свега спахијама, која је држана на његовој територији. Осим тога, у миру и у рату је издржавао контингент војника.
У војноуправном погледу беглербегу су били потчињени санџакбегови, који су били обавезни да му на позив доведу војску санџака (округа).
Беглербег је имао више сарадника:
- Беглербегов заменик звао се ћехаја, помоћници су били
- мунла (врховни судија),
- реис-ефенди (канцелар) и
- дефтердар (одговоран за финансије).

За решавање важнијих питања сазивао је диван (веће).
Босански беглербеглук је основан у септембру 1580. године. Земље са простора бивше Југославије су потпадале под румелијски, будимски, темишварски, босански, егерски и канишки беглербеглук. Погранични беглербеглуци, будимски, темишварски и босански, су имали веће војне компетенције. После реформи Махмуда II беглербег се називао валија, а беглербеглук вилајет.